# Age of Winters
 (mars 2011).
 (septembre 2014).
Si vous disposez d'ouvrages ou d'articles de référence ou si vous connaissez des sites web de qualité traitant du thème abordé ici, merci de compléter l'article en donnant les références utiles à sa vérifiabilité et en les liant à la section « Notes et références ».
Pour les articles homonymes, voir Winter.
Albums de The Sword
Gods of the Earth
(2008)
Singles
1. Freya
Sortie : 4 septembre 2008

Age of Winters  est le premier album du groupe de heavy metal américain The Sword, sorti aux États-Unis le 14 février 2006.

## Liste des titres
| 1.    | Celestial Crown (instrumental)                     | 1:57 |
| 2.    | Barael's Blade                                     | 2:48 |
| 3.    | Freya                                              | 4:34 |
| 4.    | Winter's Wolves                                    | 4:36 |
| 5.    | The Horned Goddess                                 | 5:01 |
| 6.    | Iron Swan                                          | 5:46 |
| 7.    | Lament for the Aurochs                             | 7:59 |
| 8.    | March of the Lor (instrumental in eight movements) | 4:41 |
| 9.    | Ebethron                                           | 5:35 |
| 42:57 |                                                    |      |

| Titres bonus (Édition japonaise, 2 mai 2007) | Titres bonus (Édition japonaise, 2 mai 2007) | Titres bonus (Édition japonaise, 2 mai 2007) | Titres bonus (Édition japonaise, 2 mai 2007) | Titres bonus (Édition japonaise, 2 mai 2007) | Titres bonus (Édition japonaise, 2 mai 2007) | Titres bonus (Édition japonaise, 2 mai 2007) | Titres bonus (Édition japonaise, 2 mai 2007) | Titres bonus (Édition japonaise, 2 mai 2007) | Titres bonus (Édition japonaise, 2 mai 2007) |
| No                                           | Titre                                        | Durée                                        |                                              |                                              |                                              |                                              |                                              |                                              |                                              |
| -------------------------------------------- | -------------------------------------------- | -------------------------------------------- | -------------------------------------------- | -------------------------------------------- | -------------------------------------------- | -------------------------------------------- | -------------------------------------------- | -------------------------------------------- | -------------------------------------------- |
| 10.                                          | Barael's Blade (Live au CBGB)                | 3:02                                         |                                              |                                              |                                              |                                              |                                              |                                              |                                              |
| 11.                                          | Iron Swan (Live au CBGB)                     | 5:48                                         |                                              |                                              |                                              |                                              |                                              |                                              |                                              |
| 12.                                          | March of the Lor (Live au CBGB)              | 5:06                                         |                                              |                                              |                                              |                                              |                                              |                                              |                                              |
| 56:53                                        |                                              |                                              |                                              |                                              |                                              |                                              |                                              |                                              |                                              |

## Personnel
The Sword
- John D. Cronise (en) : chant, guitares, production, mixage
- Kyle Shutt : guitares, mixage
- Bryan Richie : basse, Ingénieur du son, mixage
- Trivett Wingo : batterie, mixage

Personnel additionnel
- Mike Groener : ingénieur des secondes voix
- Rick Essig : mastering
- Conrad Keely : artwork